# Francesco Mazzarelli
Francesco Mazzarelli (fl. XVIII secolo) è stato un architetto italiano impegnato a Ferrara nel XVIII secolo.

## Biografia
Fu attivo a Ferrara dove, con gli architetti Giulio Panizza e Tommaso Mattei edificò, per il Cardinale Tommaso Ruffo, il palazzo vescovile, a fianco della Cattedrale di San Giorgio. Sempre nello stesso periodo progettò altri edifici ed opere architettoniche.

## Opere progettate a Ferrara
A Ferrara Francesco Mazzarelli progettò le seguenti opere:
- Oratorio Santissimi Cosma e Damiano (divenuto luogo di culto ortodosso)[2]

- Prospettiva di corso Giovecca

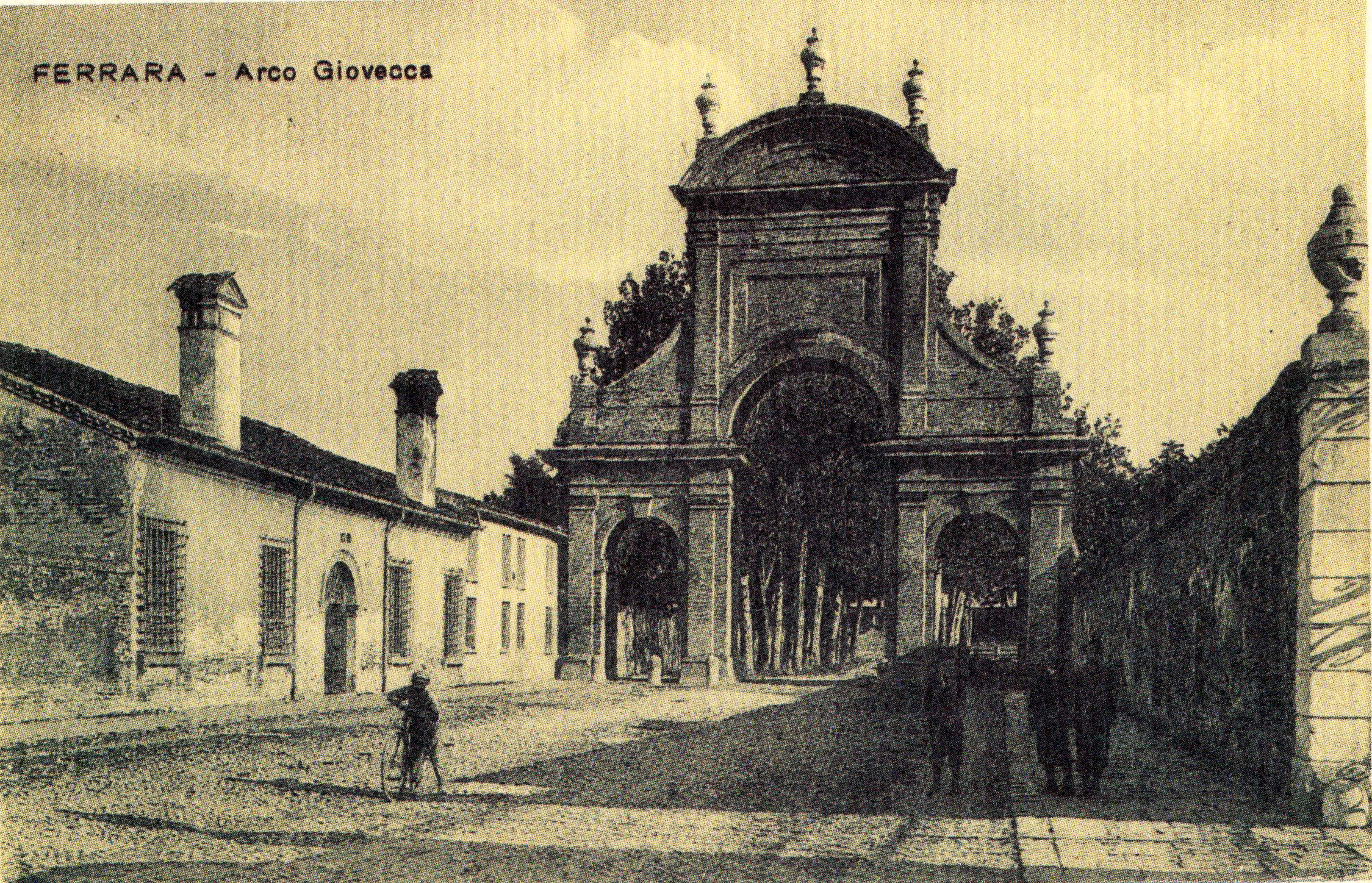
Prospettiva di corso Giovecca

- Chiesa di Sant'Apollonia, ricostruita nel 1662 e sconsacrata nel 1983.
- Palazzo Saracco Riminaldi
- Palazzo vescovile